# Dangerous (1935)
Dangerous (bra: Perigosa; prt: Mulher Perigosa) é um filme estadunidense de 1935, do gênero drama, dirigido por Alfred E. Green e estrelado por Bette Davis em seu primeiro papel vencedor do Oscar. O roteiro de Laird Doyle é baseado em sua história "Hard Luck Dame".

## Sinopse
Joyce Heath (Bette Davis) é uma atriz alcoólatra e autodestrutiva. Um rico arquiteto, Don Bellows (Franchot Tone), a ajuda a se recuperar e trabalha para que ela volte aos palcos. Os dois se apaixonam e ele larga a namorada para ficar com a atriz, que é casada e cujo marido se recusa a dar o divórcio. Joyce entra em desepero, tomando medidas perigosas.

## Elenco
- Bette Davis como Joyce Heath
- Franchot Tone como Don Bellows

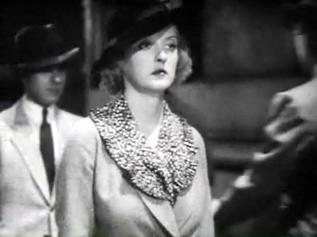
Bette Davis como Joyce Heath

- Margaret Lindsay como Gail Armitage
- Alison Skipworth como Sra. Williams
- John Eldredge como Gordon Heath
- Dick Foran como Teddy
- Walter Walker como Roger Farnsworth
- Richard Carle como Pitt Hanley
- George Irving como Charles Melton
- Pierre Watkin como George Sheffield
- Douglas Wood como Elmont
- William B. Davidson como Reed Walsh

## Produção
Bette Davis inicialmente rejeitou o papel, mas Hal B. Wallis, o chefe de produção do estúdio da Warner Bros., a convenceu de que ela poderia fazer algo especial com a personagem, que havia sido inspirada em uma das ídolas de Davis, a atriz Jeanne Eagels. Ela estava determinada a parecer uma atriz em decadência, e insistiu que Orry-Kelly desenhasse trajes apropriados para uma mulher que "já tinha visto dias melhores". Foi durante a produção deste filme que Perc Westmore estilizou seu cabelo no corte bob que ela usaria para o resto de sua vida.
Baseado no conto "Hard Luck Dame", de Laird Doyle, o filme teve um orçamento inicial de US$ 194.000, e possuiu seis títulos de produção antes do produtor Hal B. Wallis optar por "Dangerous". Os outros títulos foram "Hard Luck Dame", "Evil Star" (título favorecido por Davis), "The Jinx Woman", "Forever Ends a Dawn", "Tomorrow Ends" e "But to Die".
Franchot Tone, que havia recentemente completado "Mutiny on the Bounty", foi emprestado pela Metro-Goldwyn-Mayer para aumentar ainda mais o valor de Davis. Bette sentiu-se imediatamente atraída pelo ator, que estava noivo de Joan Crawford na época. O produtor Harry Joe Brown revelou mais tarde que havia encontrado Davis e Tone em uma situação comprometedora. Crawford aparentemente sabia sobre a tal relação, mas não rompeu o noivado. A maioria dos biógrafos acreditam que esta foi a causa que iniciou a suposta briga entre as duas atrizes.
Três músicas de Harry Warren – "Forty-Second Street", "The Little Things You Used to Do", e "Sweet and Slow" – podem ser ouvidas na trilha sonora. Outra música conhecida é "Bridal Chorus", de Richard Wagner.
Em 1941, o filme foi refeito como "Singapore Woman", estrelando Brenda Marshall no papel principal. Coincidentemente, a produção utilizou alguns dos cenários presentes em "A Carta", um filme de 1940 estrelado por Davis.
Davis ganhou o Oscar de melhor atriz por sua atuação, mas não se achava merecedora – em sua opinião, Katharine Hepburn deveria ter ganhado por "Alice Adams". Davis sentiu que havia ganhado como prêmio de consolação por não ter sido vencedora no ano anterior com "Escravos do Desejo". Em 14 de dezembro de 2002, Steven Spielberg comprou anonimamente, num leilão da Sotheby's em Nova Iorque, a estatueta do Oscar que Bette Davis ganhou por este filme, e o devolveu à Academia de Artes e Ciências Cinematográficas de Los Angeles. A estatueta estava entre os objetos vendidos pela cadeia de restaurantes Planet Hollywood.

## Recepção
"O desempenho de Davis é um retrato incomparável da desolação humana moderando a esperança e o triunfo ... o auge de sua performance é uma cena breve, na qual, para escapar de uma tempestade, ela e Tone correm para um celeiro cheio de fardos de feno ... O casal se enfrenta no ar úmido e eletricamente carregado. Davis move os braços em um gesto de negligência secutiva, oferece um meio-sorriso zombeteiro, e entendemos imediatamente a combinação de desejo sexual e desprezo malicioso por homens, que é tanto o humor dela no momento, quanto a chave para toda a sua vida.
Epifanias são raras no cinema, e é somente ao gênio de Davis que devemos este breve insight sobre as complexidades do comportamento humano. Aqui está um talento sem comparação, e em nenhum lugar é mais vantajosamente exibido do que em seus filmes dos anos trinta".

—John Baxter, historiador de filmes australiano.
O The New York Times escreveu que "Bette Davis foi incapaz de igualar o padrão sombrio que estabeleceu como Mildred em Of Human Bondage. Em Dangerous, ela tenta novamente. Exceto por algumas sequências onde a tensão é convincente, bem como mortal ... Diga isso para a Srta. Davis: ela raramente decepciona".
A Variety escreveu: "O diálogo de Laird é adulto, inteligente e possui uma batida rítmica. A performance de Davis é boa no geral, apesar de alguns momentos imperfeitos. Quando solicitado a alcançar um tom dramático intenso sem histeria, Davis é capaz de virar o truque. No entanto, há momentos em Dangerous em que um clima de atuação mais leve seria oportuno".
Escrevendo para The Spectator em 1936, Graham Greene deu ao filme uma crítica mediana, caracterizando a história como "pobre, [e] o final atrozmente sentimental". Criticando a interpretação de Margaret Lindsay como Gail, Greene também elogiou Bette Davis por sua interpretação de Joyce, e concluiu que o filme era "uma produção a se ver por causa de [Bette Davis]" – "incomum, mas só por causa da Srta. Davis".